# Drieňové
Drieňové este o arie protejată (arie specială de conservare — SAC, sit de importanță comunitară — SCI) din Slovacia întinsă pe o suprafață de 90,88 ha, integral pe uscat.

## Localizare
Centrul sitului Drieňové este situat la coordonatele 48°12′49″N 20°02′31″E / 48.213611°N 20.041944°E.

## Înființare
Situl Drieňové a fost declarat sit de importanță comunitară în octombrie 2011 pentru a proteja 45 de specii de animale. Situl a fost protejat și ca arie specială de conservare în august 2011.

## Biodiversitate
Situată în ecoregiunea panonică, aria protejată conține 3 habitate naturale: Pajiști uscate seminaturale și facies de acoperire cu tufișuri pe substraturi calcaroase (Festuco-Brometalia) (* situri importante pentru orhidee), Pajiști stepice subpanonice, Formațiuni de Juniperus communis pe lande sau pajiști calcaroase.
La baza desemnării sitului se află mai multe specii protejate:
- păsări (40): uliu porumbar (Accipiter gentilis), uliu păsărar (Accipiter nisus), pițigoi codat (Aegithalos caudatus), ciocârlie-de-câmp (Alauda arvensis), fâsă de pădure (Anthus trivialis), șorecarul comun (Buteo buteo), cânepar (Carduelis cannabina), florinte (Carduelis chloris), scatiu (Carduelis spinus), botgros (Coccothraustes coccothraustes), porumbel gulerat (Columba palumbus), corb (Corvus corax), cuc (Cuculus canorus), presură galbenă (Emberiza citrinella), măcăleandru (Erithacus rubecula), cinteză (Fringilla coelebs), gaiță (Garrulus glandarius), capîntortură (Jynx torquilla), sfrâncioc roșiatic (Lanius collurio), ciocârlie de pădure (Lullula arborea), privighetoare (Luscinia megarhynchos), prigoare (Merops apiaster), grangur (Oriolus oriolus), Parus caeruleus, pițigoi mare (Parus major), pițigoi sur (Parus palustris), pitulice de munte (Phylloscopus collybita), ciocănitoarea verde (Picus viridis), aușel cu cap galben (Regulus regulus), țiclete (Sitta europaea), turturică (Streptopelia turtur), huhurez mic (Strix aluco), graur (Sturnus vulgaris), silvie cu cap negru (Sylvia atricapilla), silvie porumbacă (Sylvia nisoria), pănțărușul (Troglodytes troglodytes), mierlă (Turdus merula), sturz-cântător (Turdus philomelos), sturz (Turdus pilaris), pupăză (Upupa epops)
- nevertebrate (5): fluturele de noapte (Eriogaster catax), fluturele flitirar (Euphydryas maturna), Euplagia quadripunctaria, rădașcă (Lucanus cervus), fluturele purpuriu (Lycaena dispar)

Pe lângă speciile protejate, pe teritoriul sitului au mai fost identificate 1 specie de plante, 1 specie de păsări, 2 specii de mamifere, 2 specii de reptile.